# Kateryna Skarschynska

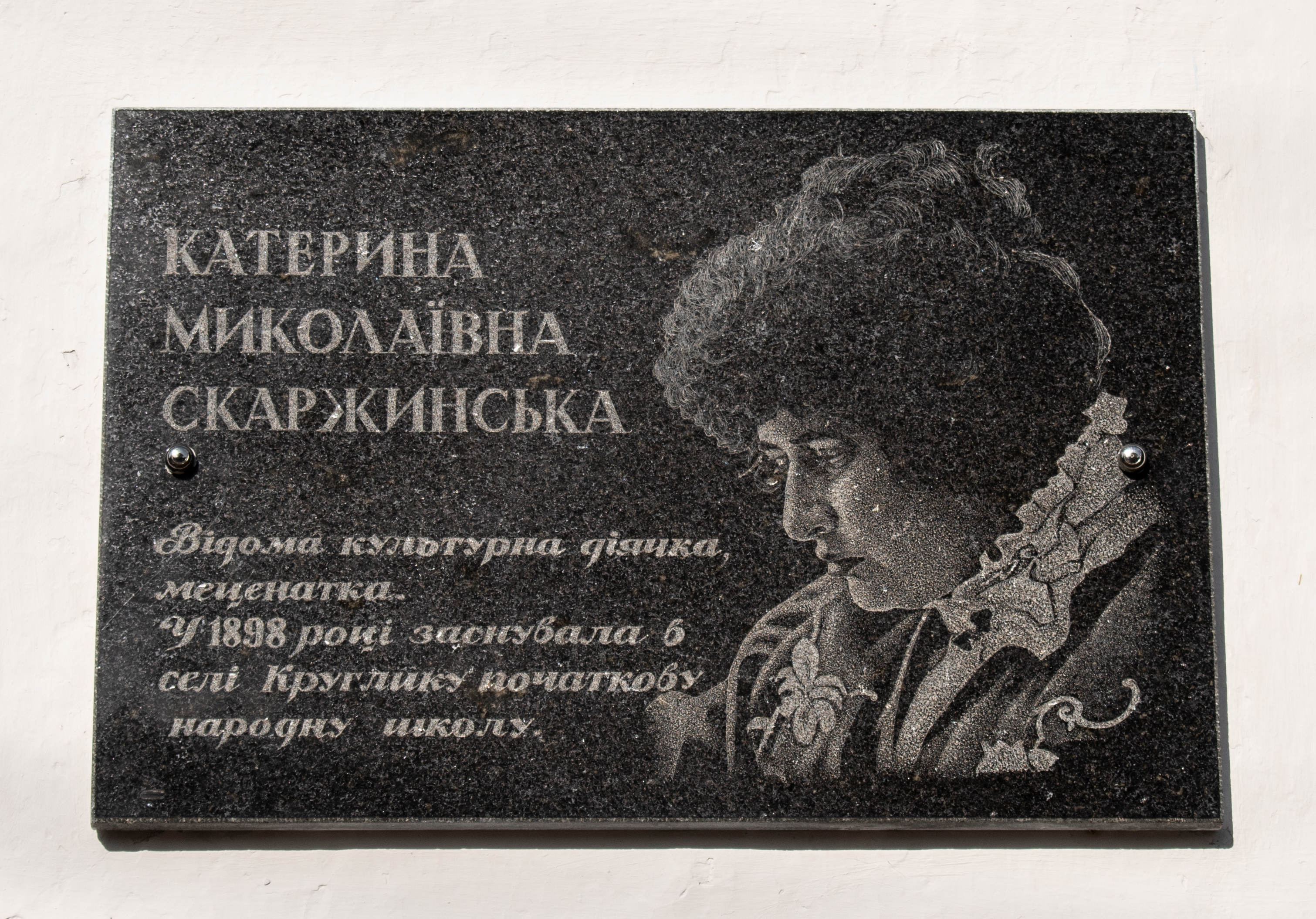
Gedenktafel für Kateryna Skarschynska in Lubny

Kateryna Mykolajiwna Skarschynska (ukrainisch Катерина Миколаївна Скаржинська, * 7. Februar 1852 in Lubny, Gouvernement Poltawa, Russisches Kaiserreich; † 1932 in Lubny, USSR) war eine sowjetisch-ukrainische Mäzenin und Kunstsammlerin.

## Biografie
Sie erhielt eine Ausbildung in den Bestuschew-Kursen. Als sie 1879 in das Gouvernement Poltawa zurückkehrte, interessierte sie sich für das Sammeln lokaler Denkmäler und Antiquitäten. Sie unterstützte finanziell die archäologische Erforschung der Region, insbesondere mit Wassyl Ljaskoronskyj, und nahm auch selbst an Ausgrabungen teil. Auf der Grundlage der gesammelten Materialien gründete sie in den 1880er Jahren unter aktiver Beteiligung des Lubnyer Archäologen Fedir Kaminskyj in ihrem Anwesen im Dorf Kruhlyk (heute ein Stadtteil Lubnys) ein privates Museum, dessen Eintritt frei war. In den gemeinsam mit ihm erstellten Statuten von 1886 und 1904 wurde das Museum als heimatkundliche Wissenschafts- und Bildungseinrichtung definiert, deren Aufgabe die Erforschung und Förderung von Denkmälern der Archäologie, Geschichte und Natur war. Dieses Museum war eines der ersten privaten Museen der Ukraine.
Zu der Sammlung des Museums zählten archäologische, ethnografische, numismatische und naturalistische Sammlungen, eine Sammlung über die Kosaken, Antiquitäten, Autogramme bedeutender historischer Personen, Dokumente lokaler Familienarchive und alte Drucke. Die größte Sammlung des Museums war archäologischer Natur. Dazu gehörten kupfersteinzeitliche Keramik, Überreste sarmatischer und skythischer Kurgans und Funde aus den Bestattungen der altruthenischen Nomadenverbündeten. 1899 wurde im Museum der vom Ethnografen Serhij Kulschynskyj zusammengestellte Katalog „Beschreibung der Volkspysanka-Sammlung“ ausgestellt, der heute Meistern und Kennern der Pysanka-Kunst auf der ganzen Welt bekannt ist.
Sammlungen und einzelne Sehenswürdigkeiten des Museums wurden auf den Ausstellungen mehrerer archäologischer und internationaler Kongresse gezeigt, darunter bei einer Ausstellung von Kostümen und Waffen in Sankt Petersburg. Skarschynska beabsichtigte, den Einheimischen Andenken an ihre Treffen zu überreichen. Sie bat die Behörden, ein städtisches öffentliches Museum zu gründen. Da sie jedoch keine Unterstützung vom Lubnysker Stadtrat erhielt, übertrug sie die Sammlungen 1906 an das Naturhistorische Museum der Semstwo des Gouvernements Poltawa. Heute wird ein großer Teil davon im Heimatmuseum in Poltawa aufbewahrt.
Sie wurde zum Mitglied mehrerer wissenschaftlicher Gesellschaften gewählt, darunter der Moskauer Numismatischen Gesellschaft, der Allrussischen Gesellschaft der Liebhaber der Naturgeschichte, Anthropologie und Ethnographie sowie zum Ehrenmitglied der wissenschaftlichen Archivkommission Poltawa. Sie ist auch für ihre gemeinnützigen Aktivitäten in ihrer Gemeinde bekannt. Sie öffnete in Kruhlyk für die landwirtschaftlich tätige Bevölkerung eine Schule, ein Teehaus, ein ukrainisches Amateurtheater, ein Gebäude mit Lesesaal, eine Kunstgalerie und Werkstätten. Skarschynskas Name wurde in die Liste der bedeutendsten Adligen aufgenommen, die im Gouvernement Poltawa geboren wurden. Für ihre Wohltätigkeit und ihre Leistungen im Bildungsbereich verlieh die russische Regierung Skarschynska ihr ein Band des Annenordens.
Nachdem sie 1906 in die Schweiz gezogen war, unterhielt sie eine Unterkunft für ihre aus politischen Gründen geflohenen Landsleute. Sie veröffentlichte in Davos eine literarische und wissenschaftliche Zeitschrift. Zu Beginn des Ersten Weltkriegs kehrte sie in ihre Heimat zurück und lebte in Lubny. Sie geriet in Vergessenheit und starb während des Holodomor in Kruhlyk.

## Nachwirkung
1989 wurde eine  Straße in Lubny nach Skarschynska benannt. Außerdem wurde an ihrem Wohnhaus eine Gedenktafel angebracht.